# Equacions d'Euler-Lagrange
Les  equacions d'Euler-Lagrange  són les condicions sota les quals cert tipus de problema variacional arriba a un extrem. Apareixen sobretot en el context de la mecànica clàssica en relació amb el principi de mínima acció encara que també apareixen en teoria clàssica de camps (electromagnetisme, teoria general de la relativitat).

## Equacions d'Euler-Lagrange en física

### Cas unidimensional
A mecànica clàssica, aquestes equacions estableixen que la integral d'acció per a un sistema físic és un mínim. On la integral d'acció ve donada per:

{\displaystyle S=\int _{t_{1}}^{t_{2}}\;L(x,{\dot {x}}(t))dt}

I la seva corresponent variació ve donada per:

{\displaystyle \Delta S=\int _{t_{1}}^{t_{2}}\;\left({\partial L \over \partial x}-{D \over dt}{\partial L \over \partial {\dot {x}}}\right)dt}

Si s'imposa ara que {\displaystyle \delta S=0\,} per variacions "properes", això implica que:

{\displaystyle {\partial L \over \partial x^{a}}-{d \over dt}{\partial L \over \partial {\dot {x}}^{a}}=0}

on  L  és el lagrangià per al sistema, i {\displaystyle x^{a}} són les coordenades generalitzades del sistema.

Per a una introducció a aquest tema:

### Cas multidimensional
La formalització de certs problemes físics requereix construir una integral d'acció sobre més d'una variable. Així en teoria de camps i mecànica de medis continus l'acció física pot expressar-se com una integral sobre un volum:

{\displaystyle S=\int _{\Omega \subset \mathbb {R} ^{n}}\;{\mathcal {L}}(\psi ^{\mu },\partial _{\mu }\psi )\ d^{n}x}

On {\displaystyle d^{n}x} és l'element de volum que usualment ve donat per una n-forma i {\displaystyle \psi ,\partial _{\mu }\psi } representen les variables de l'camp i les seves derivades respecte a les coordenades espacials (o espaciotemporals). Quan l'acció pren aquesta forma les equacions d'Euler-Lagrange per al camp que minimitza l'anterior integral, fent servir el conveni de sumació d'Einstein, venen donades per:

{\displaystyle {\partial {\mathcal {L}} \over \partial \psi }-{d \over dx^{\mu }}{\partial {\mathcal {L}} \over \partial (\partial _{\mu }\psi )}=0}

### Teoria de camps
La teoria clàssica de camps és un bon exemple del cas multidimensional anteriorment descrit. Així per exemple les equacions de Maxwell no són res més que les equacions d'Euler-Lagrange aplicades al "lagrangià" de Maxwell. La densitat lagrangiana de Maxwell ve donada per:

(*){\displaystyle {\mathcal {L}}={\mathcal {L}}_{int}+{\mathcal {L}}_{em}=\left({\frac {1}{c}}\mathbf {A} \cdot \mathbf {j} -\rho _{e}\phi \right)+\left(-{\frac {\mathbf {E} ^{2}-\mathbf {B} ^{2}}{8\pi }}\right)}

On el primer terme és el lagrangià d'interacció i el segon el lagrangià l'camp electromagnètic lliure i a més:
{\displaystyle \mathbf {E} ,\mathbf {B} }, són els camps elèctric i magnètic.
{\displaystyle \mathrm {P} _{e},\mathbf {j} }, són la densitat de càrrega elèctrica i la densitat de corrent associada a les càrregues que interaccionen amb el camp.
{\displaystyle \phi ,\mathbf {A} }, són el potencial elèctric i el potencial vector del camp.
Atès aquí el camp descrit pels potencials {\displaystyle (\psi _{0},\Psi _{1},\psi _{2},\psi _{3})=(\phi ,A_{x},A_{y},A_{z})\,}, els camps elèctric i magnètic són expressables en termes de les seves derivades:

{\displaystyle \mathbf {E} ={\boldsymbol {\nabla }}\phi -{\frac {1}{c}}{\frac {\partial \mathbf {A} }{\partial t}},\qquad \mathbf {B} ={\boldsymbol {\nabla }}\times \mathbf {A} }

Tots aquests termes substituïts en l'equació d'Euler-Lagrange(*)ens porta a les equacions de Maxwell. Si la densitat lagrangiana anterior li afegim, la densitat lagrangiana de la matèria en interacció amb el camp electromagnètic ve donat per:

{\displaystyle {\mathcal {L}}_{m}=-\mu c^{2}{\sqrt {1-{\frac {v^{2}}{c^{2}}}}}}

Quan aquesta part es té en compte també es recupera l'expressió per a la força de Lorentz.

### Aplicacions en mecànica quàntica
Un article influent, per a la introducció del formalisme lagrangià a la mecànica quàntica, va ser el de Paul Dirac de 1932. L'article titulat "El lagrangià en Mecànica Quàntica" comença de la següent manera:
"La mecànica quàntica va ser construïda sobre la base de l'analogia amb el hamiltonià de la mecànica clàssica. Això es deu al fet que es va trobar que la clàssica noció de coordenades canòniques i moments és similar a l'anàloga quàntica, com a resultat del qual la totalitat de la teoria clàssica hamiltoniana, la qual és justament una estructura construïda sobre aquesta noció, hauria de ser presa sobre tots els seus detalls en mecànica quàntica.
Ara tenim una formulació alternativa per a la dinàmica clàssica, proveïda pel lagrangià. Això requereix treballar en termes de coordenades i velocitats en lloc de coordenades i moments. Les dues formulacions són, però, properament relacionades, però hi ha raons per creure que el lagrangià és el més fonamental.
En primer lloc, el mètode lagrangià ens permet connectar juntes totes les equacions del moviment i expressar-les com una propietat estacionària d'una certa funció d'acció. (Aquesta funció d'acció és justament la integral en el temps del lagrangià). No existeix un principi d'acció corresponent en termes de les coordenades i moments en la teoria hamiltoniana. En segon lloc el mètode lagrangià pot fàcilment ser expressat en forma relativista, tenint en compte que la funció d'acció és invariant relativista, mentre que el mètode hamiltonià és essencialment de forma no relativista, atès que delimita una variable de temps particular com la conjugada canònica de la funció hamiltoniana.
Per aquestes raons seria desitjable prendre la qüestió del que correspon a la teoria quàntica al mètode lagrangià de la teoria clàssica. Una petita consideració mostra, però, que un no pot esperar ser capaç de prendre les equacions clàssiques de Lagrange en una forma directa. Aquestes equacions involucren derivades parcials del lagrangià respecte a les coordenades i velocitats i no vol dir poder tenir com derivades en mecànica quàntica.
El només procés de diferenciació que es pot fer respecte a les variables dinàmiques de la mecànica quàntica és el que forma els claudàtors de Poisson i aquest procés condueix a la teoria hamiltoniana.
Hem per tant mirar la nostra teoria quàntica lagrangiana d'una manera indirecta. Hem d'intentar prendre les idees de la teoria lagrangiana clàssica, no les equacions de la teoria clàssica lagrangiana ".

### Síntesi d'aplicacions en física
Com es va veure abans, és possible derivar les equacions de la mecànica clàssica com les de l'electromagnetisme a partir del lagrangià respectiu introduït en les equacions d'Euler-Lagrange.
Per aquest camí, és possible ampliar el lagrangià de Maxwell per obtenir el lagrangià de Dirac i així obtenir, després, l'equació relativista de Dirac. També les equacions de Schrödinger, de Klein-Gordon i de Proca es poden obtenir per aquest mètode.
Fins i tot és possible derivar les equacions d'Einstein, de la relativitat generalitzada, a partir del lagrangià d'Hilbert-Einstein

## Equacions d'Euler-Lagrange en geometria
Les equacions d'Euler-Lagrange poden ser usades per trobar fàcilment l'equació de les corbes geodèsicas en una varietat de Riemann o "espai corb". Per això considerem un conjunt de coordenades (x¹, ... xn) sobre una regió oberta U de la varietat de Riemann VR on el tensor mètric ve donat per l'expressió:
{\displaystyle g=\sum _{i,j=1}^{n}g_{ij}\ dx^{i}\otimes dx^{j}\,}
Ja que donats dos punts qualsevol de  V  R   les geodèsiques són les línies de mínima longitud entre ells podem plantejar el següent problema variacional, per al quadrat de la longitud d'una corba: 

{\displaystyle S=\int _{a}^{b}{\sqrt {\sum _{i,j=1}^{n}g_{ij}{\frac {dx^{i}}{dt}}{\frac {dx^{j}}{dt}}}}\quad dt\,}

La minimització de l'expressió anterior en ser l'arrel una funció monòtona, és equivalent a la minimització d'una integral d'acció on el lagrangià sigui: 

{\displaystyle L(x^{i},{\dot {x}}^{i})={\frac {1}{2}}\sum _{i,j=1}^{n}g_{ij}{\dot {x}}^{i}{\dot {x}}^{j}\,} 

Per això l'equació diferencial de les geodèsiques vingui donada per: 

{\displaystyle {\partial L \over \partial x^{k}}-{d \over dt}{\partial L \over \partial {\dot {x}}^{k}}={\sum _{i,j=1}^{n}\left({\frac {1}{2}}{\frac {\partial g_{ij}}{\partial x^{k}}}{\dot {x}}^{i}{\dot {x}}^{j}\right)}-{d \over dt}\sum _{j=1}^{n}\left(g_{kj}{\dot {x}}^{j}\right)=0}

L'equació anterior de fet pot, fent servir la simetria del tensor mètric, escriure com: 

{\displaystyle \sum _{i,j=1}^{n}\left({\frac {1}{2}}{\frac {\partial g_{ij}}{\partial x^{k}}}{\dot {x}}^{i}{\dot {x}}^{j}-{\frac {\partial g_{kj}}{\partial x^{i}}}{\dot {x}}^{i}{\dot {x}}^{j}\right)-\sum _{j=1}^{n}g_{kj}{\ddot {x}}^{k}=0}

Que en termes dels símbols de Christoffel (de primera o segona espècie) senzillament com: 

{\displaystyle \sum _{j=1}^{n}g_{kj}{\ddot {x}}^{j}+\sum _{i,j=1}^{n}\Gamma _{k,ij}{\dot {x}}^{i}{\dot {x}}^{j}=0\qquad \qquad {\ddot {x}}^{j}+\sum _{i,j=1}^{n}\Gamma _{ij}^{k}{\dot {x}}^{i}{\dot {x}}^{j}=0}

On s'han definit els símbols de Christoffel com a partir de les derivades del tensor mètric i el tensor invers del tensor mètric: 

{\displaystyle \Gamma _{k,ij}:=\left({\frac {\partial g_{kj}}{\partial x^{i}}}+{\frac {\partial g_{ik}}{\partial x^{j}}}-{\frac {\partial g_{ij}}{\partial x^{k}}}\right)\qquad \qquad \Gamma _{ij}^{k}:={\frac {1}{2}}\sum _{p=1}^{n}g^{kp}\Gamma _{p,ij}}
{\displaystyle g^{ik}g_{kj}=g_{JK}g^{ki}=\delta _{j}^{i}}